# Mam Touray
Mam Touray (auch: Mam Jaye Touray) ist eine gambische Leichtathletin.

## Leben
Bis mindestens 2016 besuchte Touray die Essau Senior Secondary School.
Touray läuft Langstrecke. Am 11. Juni 2016 stellte sie mit einer Zeit von 10:39,20 über 3000 m in Banjul einen neuen gambischen Landesrekord auf.

## Wettkampfteilnahmen
- 15. November 2014: Farafenni Marathon (Farafenni, Gambia): 5 km, 2. Platz.[3]
- 4. April 2015: Bajana Marathon (Gambia): 5 km, 1. Platz.[4]
- 12. Dezember 2015: Farafenni Marathon (Farafenni, Gambia): 5 km, 3. Platz.[5]
- März 2016: Bajana Marathon (Bajana, Gambia): 10 km, 1. Platz.[2]
- 11. Juni 2016: Banjul, Gambia: 3 km, 10:39,20, 1. Platz.
- 15. April 2017: Brufut Run: 10 km, 1. Platz.[1]